# Златен век на еврейската култура в Испания
За разцвета на испанската култура през XV – XVII век вижте Испански златен век
Златният век на еврейската култура в Испания е период от Средновековието, когато голяма част от Пиренейския полуостров е под мюсюлманско управление и като цяло евреите са добре интегрирани в обществото, а еврейският религиозен, културен и стопански живот процъфтява.
Разни автори датират Златния век в границите от VIII – X до XI – XII век.